# Ульссон, Кент
Кент Ульссон (швед. Kent Olsson, 1958) — шведский ориентировщик, победитель чемпионата мира по спортивному ориентированию 1987 года на индивидуальной дистанции.
Кент Ульссон — чемпион на индивидуальной дистанции на чемпионате мира по спортивному ориентированию 1987 года, проходившем во Франции.
Ульссон выиграл 59 секунд на 14-ти километровой дистанции у серебряного призёра норвежца Туре Сагвольдена.
На двух следующих чемпионатах мира (1989
и 1991 годов) Кент Ульссон неизменно становился призёром на индивидуальной дистанции.
Причем, на чемпионате мира 1991 года Ульссон стал серебряным призёров в обоих индивидуальных гонках.
Неоднократно (в 1983, 1987, 1989) становился призёром чемпионатов мира в эстафете в составе шведской команды.
Ульссон три раза (в 1983, 1986 и 1987) удостаивался звания «Ориентировщик года» (швед. Årets orienterare), присуждаемого по итогам голосования среди спортивных журналистов Швеции.